# Obereopsis sericea
Obereopsis sericea är en skalbaggsart som först beskrevs av Charles Joseph Gahan 1894. Obereopsis sericea ingår i släktet Obereopsis och familjen långhorningar.
Artens utbredningsområde är Myanmar. Inga underarter finns listade i Catalogue of Life.